# Экскурсовод
Экскурсовод — специалист по проведению экскурсий. Смежные профессии: гид, историк, культуролог, музейный работник, этнограф. Специалист в данной области должен иметь хорошие знания по истории, культуре и географии. Ему необходимо знать принципы организации и методики проведения экскурсий, особенности обустройства выставочных стендов. Кроме того, он должен иметь навык общения с публикой, грамотную, хорошо поставленную, речь.
Трудовые обязанности экскурсовода

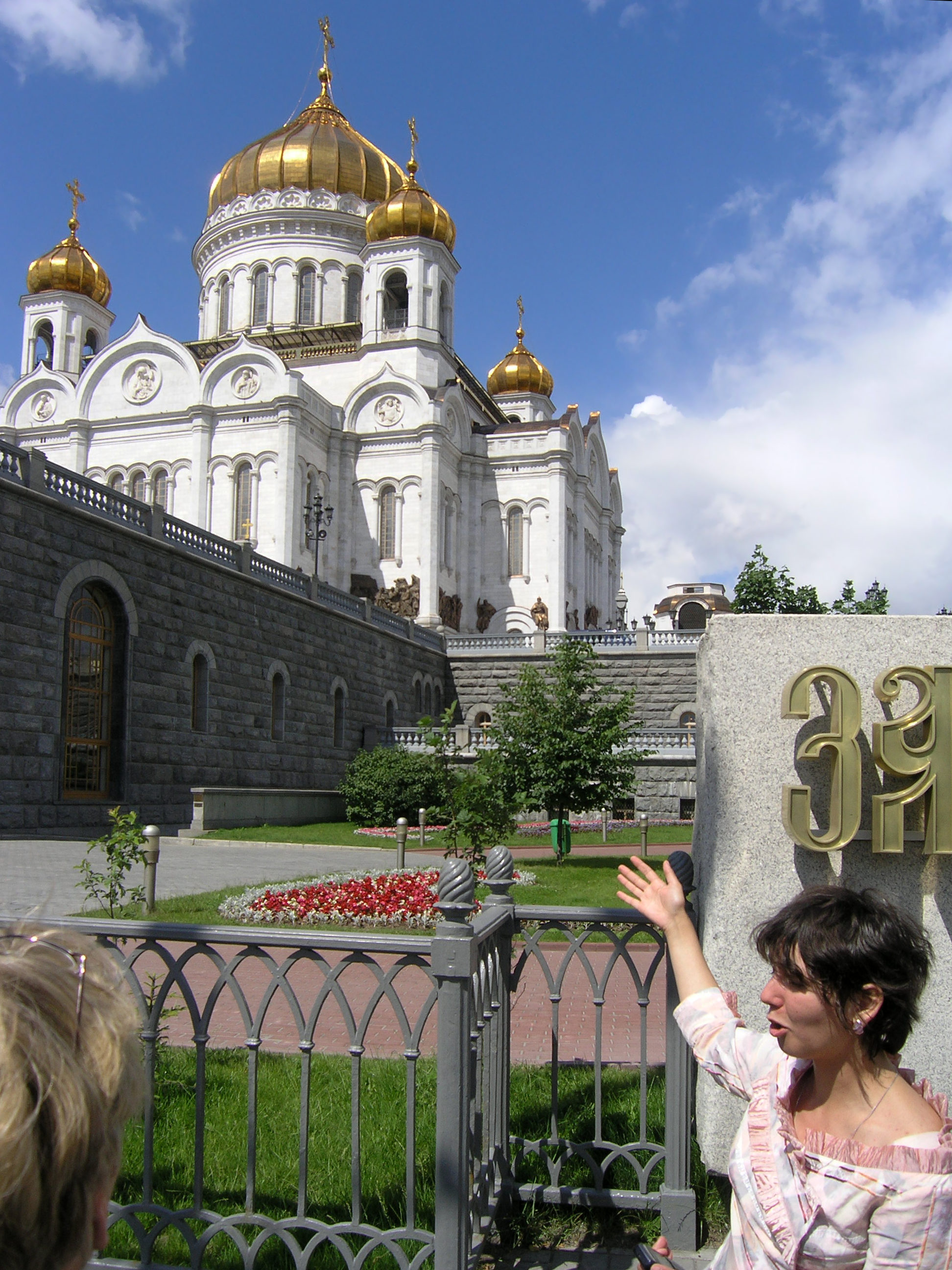
Проводница в Москве

В основные трудовые обязанности экскурсовода входит:
- собирать и изучать исторические материалы и документы
- разрабатывать личную технику рассказов и выступлений
- заниматься организацией встреч и комфортного перемещения группы
- выбирать благоприятное место расположения тургруппы для проведения экскурсионных бесед
- читать экскурсионные лекции по культуре и истории
- проводить инструктаж по соблюдению мер предосторожности при осмотре достопримечательностей
- заполнять необходимую экскурсионную документацию
- координировать поведение группы в чрезвычайной ситуации
- оказывать первую медицинскую помощь
- организовывать отъезд туристической группы с места экскурсии

## Отличия гидов от экскурсоводов. Некоторые особенности профессии
Эти слова часто используются как синонимы, однако они имеют некоторые смысловые отличия, установившиеся в практике употребления. Зачастую, говоря «экскурсовод» мы имеем в виду специалиста, проводящего экскурсии в музее. В то время как «гид» — это человек, обычно работающий в турфирме по договору, который проводит несколько экскурсий (обзорную, по некоторым музеям и памятникам) и находится с группой туристов значительное время, обычно сопровождая их на протяжении всего тура.
В теории квалификация «гида» и «экскурсовода» не должна сильно отличаться. Зачастую гид, проводящий несколько туров, лучше подготовлен, имеет более широкий кругозор. Экскурсовод же является чаще специалистом высокого уровня по какому-то узкому вопросу, периоду, эпохе или группе памятников (экспонатов). За квалификацией гидов-переводчиков и экскурсоводов призваны следить городские туристическо-информационные центры, активно создающиеся в крупных городах, привлекательных для туризма. Они же выдают определённой формы документы, подтверждающие квалификацию гида или экскурсовода.

Экскурсант: «Скажите, а где Кремль?»

Гид: «А вот!»
Экскурсовод: «Это не тема нашей экскурсии!»— фольклор
Следует сделать уточнение, что подобные отличия носят очень субъективный характер и скорее являются нюансами личного восприятия. Зачастую бывшие (а иногда и действующие) сотрудники музеев работают как «гиды» и наоборот. Также человек, который проводит экскурсии на иностранном языке обычно именуется гидом, в то время, как специалист, работающий на языке страны — экскурсоводом. Специфика работы с туристами на местном(ых) языке(ах) и иностранных языках значительно отличается. Тем не менее зачастую гид-переводчики работают на двух и более языках (в том числе и местном).